# Динон
Динон (*Δίνων, прибл. 360 до н. э. — прибл. 330 г. до н. э.) — древнегреческий историк.

## Жизнь и творчество
Родился в г. Колофон (Малая Азия). О личной жизни мало сведений. Признано, что Динон был отцом другого известного историка Клитарха. Из наследия Динона до настоящего времени дошли только фрагменты его труда «История Персии». При её составлении автор использовал труд Ктесия. В своей работе Динон охватил события в Персии от правления Артаксеркса III до падения династии Ахеменидов.
В дальнейшем исторические труды Динона использовали Плутарх, Афиней, Клавдий Элиан, Корнелий Непот, Диоген Лаэртский